# Diliara Idríssova
Diliara Màrsovna Idríssova (en rus: Диляра Марсовна Идрисова) (Ufà, 1r de febrer de 1989) és una soprano operística russa, especialitzada en obres per a soprano i mezzosoprano de coloratura dels segles XVIII i XIX. Va estudiar amb Miliaúixa Murtàzina i Galina Pissarenko.

## Primers anys i educació
Idríssova va néixer el primer de febrer de 1989 a Ufà, Rússia, i va estudiar al Conservatori Superior de Música de Moscou.
Des del 2014, Idríssova és membre del conjunt del teatre estatal d'òpera i ballet de Baixkíria, a Ufà.

## Carrera internacional
La temporada 2014/2015 va incloure el debut a la producció Alessandro de Händel (produïda per Decca /Parnassus Arts Productions), cantant el paper de Lisaura al costat de Iúlia Léjneva, Max Emanuel Cenčić i Xavier Sabata sota la direcció de Georgios Petrou dirigint Armonia Atenea. Les actuacions van tenir lloc a la sala de concerts Txaikovski de Moscou, al Palais de Bozar de Brussel·les i al Händel Festspiele de Bad Lauchstädt. L'estiu de 2015, Idríssova va participar en el seu primer enregistrament professional: Adriano in Siria de Pergolesi (com a Sabina) al costat de Franco Fagioli. El CD fou publicat el novembre de 2016 per Decca.
El 2015/2016, Idríssova va debutar amb una producció d'estrena mundial de Siroe de J. A. Hasse (com a Arasse). Va actuar a Cracòvia, Moscou i al Concertgebouw d'Amsterdam; el repartiment incloïa Iúlia Léjneva, Max Emanuel Cenčić i Juan Sancho. El desembre de 2015, va interpretar Adriano in Siria de Pergolesi (com a Sabina) a l'Opéra Royal de Versalles. El març de 2016, Idríssova va interpretar les Passions de Bach a la Gasteig Philharmonie i l'estiu de 2016 va fer el seu segon enregistrament per a Decca i el seu primer enregistrament al costat de Max Cenčić, una versió completa del Germanico in Germania de Porpora (com a Rosmonda). El CD es va publicar el gener de 2018 i va rebre el premi francès Diapason d'Or. El 17 d'octubre de 2016, a l'Auditori Nacional de Madrid, va cantar Asteria a l'òpera de Händel Tamerlano.